# ادا فوا
ادا فوا (به لاتین: Ada Foah) در غنا است که در منطقه آکرای بزرگ واقع شده‌است.